# Działko GSz-30-1
GSz-30-1 (ros. ГШ-30-1 skrót od nazwisk konstruktorów Griaziew-Szypunow) – działko automatyczne kalibru 30 mm skonstruowane w Związku Radzieckim jako pokładowe uzbrojenie strzeleckie samolotów, wprowadzone do uzbrojenia na początku lat 80. pod oznaczeniem 9A-4071K. Obecnie jest produkowane przez zakłady Iżmasz w Iżewsku.

## Historia
W odróżnieniu od większości powojennych broni lotniczych, działko to zostało skonstruowane jako działające na klasycznej zasadzie krótkiego odrzutu lufy, a nie jako działko rewolwerowe, czy napędowe typu Gatlinga. Ryglowanie zamka odbywa się przy pomocy wahliwego klina. Dzięki odpowiednim przyspieszaczom osiąga szybkostrzelność porównywalną z działkami rewolwerowymi, przy mniejszej masie i wymiarach broni. M.in. naboje są dosyłane do komory nabojowej specjalnym sprężynowym dosyłaczem, a otwarcie komory następuje jeszcze przy wysokim ciśnieniu gazów prochowych, co powoduje gwałtowny wyrzut łuski, która wylatuje z prędkością ok. 100 m/s, co pozwala traktować działko jako łączące cechy konstrukcji z krótkim odrzutem lufy i zamkiem swobodnym. By przyspieszyć możliwość otwarcia zamka lufa broni jest skrócona, a mechanizm przyspieszający dosyła zamek z powrotem, by skrócić czas otwarcia do minimum. Działko jest wyposażone w niewielki ładunek wybuchowy, którego eksplozja, w przypadku niewypału, ma przebić ścianę łuski i wymusić zapłon ładunku prochowego w naboju.
Działko strzela odpalanym elektrycznie nabojem ze stosunkowo ciężkim pociskiem (ok. 390 g), o 1/3 cięższym od pocisków do porównywalnych działek zachodnich (np. 270 g dla działka ADEN), co przekłada się na mniejszą prędkość wylotową, przy większej energii wybuchu pocisku. W połączeniu z dużą szybkostrzelnością, jedna armata GSz-30-1 ma porównywalną siłę ognia co cztery 30 mm niemieckie działka MK 103, z czasów II wojny światowej, ważąc tyle co jedno 20 mm działko MG 151/20 z tego samego okresu. Półsekundowa seria GSz-30-1 liczy 14 pocisków o łącznej wadze ponad 5 kg; dla porównania działko GIAT 30 wystrzeliwuje 21 pocisków o łącznej masie ok. 5,7 kg, ale jest nieco dłuższe i ponad dwukrotnie cięższe.
Działko jest chłodzone wodą o objętości 7 litrów, znajdującą się w płaszczu okrywającym lufę. Chłodzenie jest ewaporacyjne, a mieszanka pary i powietrza przepuszczana jest przez gwintowany przewód lufy, chłodząc go dodatkowo.
W działka te uzbrojone są samoloty MiG-29 (z zapasem 100 nabojów), rodziny Su-27 (Su-30, Su-32, Su-33, Su-34), przenoszące między 150 a 180 nabojów; planowano je także dla Jaka-141, ale samolot nie wszedł do służby.